# Мансуровка
Мансуровка — село в Неверкинском районе Пензенской области России. Входит в состав Карноварского сельсовета.

## География
Село находится в юго-восточной части Пензенской области, в пределах Приволжской возвышенности, в лесостепной зоне, на правом берегу реки Сормино, на расстоянии примерно 9 километров (по прямой) к югу от села Неверкина, административного центра района. Абсолютная высота — 226 метров над уровнем моря.

### Климат
Климат характеризуется как умеренно континентальный, с тёплым летом и умеренно холодной зимой. Средняя температура воздуха самого холодного месяца (января) составляет −13,3 °C —−12,8 °C (абсолютный минимум — −32,5 °С); самого тёплого месяца (июля) — 19,2 °C (абсолютный максимум — 39 °С). Безморозный период длится в среднем 126 дней. Годовое количество атмосферных осадков составляет 527 мм, из которых большая часть выпадает в тёплый период. Снежный покров держится в течение 149 дней.

### Часовой пояс
Село Мансуровка, как и вся Пензенская область, находится в часовой зоне МСК (московское время). Смещение применяемого времени относительно UTC составляет +3:00.

## Население
| 1795 | 1859 | 1911 | 1926 | 1939 | 1959 | 1979 |
| ---- | ---- | ---- | ---- | ---- | ---- | ---- |
| 42   | ↗341 | ↗819 | ↗854 | ↘500 | ↗553 | ↗597 |
| 1996 | 2004 | 2010 |      |      |      |      |
| ↘438 | ↘431 | ↘363 |      |      |      |      |

### Национальный состав
Согласно результатам переписи 2002 года, в национальной структуре населения татары составляли 100 %.